# Pungangan (Mojotengah)
Pungangan is een bestuurslaag in het regentschap Wonosobo van de provincie Midden-Java, Indonesië. Pungangan telt 2793 inwoners (volkstelling 2010).